# Uratsakidogi
Uratsakidogi (авторское произношение «Уратсакидоджи») — музыкальный коллектив, основанный в Москве в 1997 году. Изначально игравший в жанре грайндкор, впоследствии музыканты выработали собственный узнаваемый стиль, объединяющий хип-хоп и блэк-метал; в связи с чем выбрали самоназвание авторского стиля — Black Hop. Творчество группы характеризует иронический подход. Так изначально музыканты называли свой стиль авторским определением pazor-metal — каламбур, порождённый от слова «позор». В настоящий момент музыканты именуют себя, как «музыкально-мистический орден», а свой стиль absurd metal и Black Hop.

## История
Лидер коллектива Егор «Гогенатор» Филиппов также известен, как художник, активно сотрудничающий с российскими панк-коллективами. Он оформлял альбомы, либо афиши и официальную продукцию для таких групп, как «Тараканы!», «Голос Омерики», Distemper, Louna и других.
Он также близок к участникам творческого объединения «НОМ», в частности снимался в их фильмах, а его работы выставлялись в галерее «Свиное рыло», аффилированной с «номовцами» и «Колдовскими художниками».
Коллектив был основан Егором Филипповым (E-Gore Gogenator), Павлом Ивановым (Karl) и Андреем Поляковым (Dr.On) весной 1997 года. Название коллектива — исковерканное имя персонажа из манги и аниме Уроцукидодзи. Первоначально группа работала в стиле грайндкор, но вскоре расширила стилистику, обратившись к хип-хопу и индастриалу.
Записи начального периода носили любительский и зачастую пародийный характер. С 1997 по 1999 годы создано 3 альбома, которые, однако, не были изданы на лейбле: они записывались на студии, собранной Павлом Ивановым в домашних условиях, которая на кассетах именовалась — Genital Studio. Распространение также осуществлялось посредством «хоумтэйпинга» (см. Home recording). В музыкальном плане, записи представляли собой поиск собственного звучания, и обращение к разнообразным жанрам рок и экспериментальной музыки.
В ноябре 1999 года состоялось первое выступление группы на хип-хоп фестивале «Jump Around. Part 2».
В 2017 году коллектив выпустил девятый студийный альбом Blackchörny, в звучании и визуальном оформлении которого, были активно применены приёмы, которые вскоре привели к обновлённой популярности группы. А именно парадоксальное сочетание стилистик хип-хопа и блэк-метала.
В октябре 2018 года коллектив выпустил десятый студийный альбом «Black Hop», который закрепил подход, выбранный на предыдущем альбоме, а именно объединение жанров, кажущихся антагонистами. Одним из привнесённых с альбомом элементов, стало использование корпспэйнта, что быстро стало ассоциироваться с общей эстетикой коллектива.
Альбом объединил такие, кажущиеся несовместимыми элементы, как музыкальные техники, лирику, посвящённую разом и колориту низовой культуры России (спальные районы, гопники, характерная обсценная лексика), и мифологическим и героическим персонажами (в текстах песен упоминается Один, рагнарёк, берсерки и ратные подвиги). Нестандартное творческое решение принесло альбому успех и широкую популярность коллективу, сделав его известным не только в андеграундных кругах, как это было до того.

## Участники
Участники выступают под псевдонимами:
- Gogenator — Егор Филиппов, вокалист и баянист, МС, также художник[13].
- Dr.On — Андрей Поляков, вокалист, МС, бас-гитарист
- Rübø — Роман Хомутский, гитарист
- Römb — Роман Макушев, барабанщик
- DJ Padshiy — Сергей Хурс, диджей

#### Бывшие участники
- Bazin — Сергей Никаноров, барабанщик
- Wöldemar — Владимир Родионов, гитарист
- Karl — Павел Иванов, гитарист, балалаечник
- Nikolo — бас-гитарист
- Тёма — Артём Рукавичкин, гитарист

## Дискография

### Студийные альбомы
| Год  | Название                              | Комментарий                                                                    |
| ---- | ------------------------------------- | ------------------------------------------------------------------------------ |
| 1997 | ONЦЫRLAHDA                            |                                                                                |
| 1998 | BANAL                                 |                                                                                |
| 1999 | Krotenь                               |                                                                                |
| 2000 | ZBORNIKЪ                              |                                                                                |
| 2003 | KOROLEFFSKИЙ                          |                                                                                |
| 2005 | Знание — смерть, невежество — позор!  |                                                                                |
| 2007 | Monovarius                            |                                                                                |
| 2010 | Словно Львы / Ordenus Plusus Invertum | Подзаголовок на искажённой латыни означает: «Орден перевёрнутого знака „плюс“» |
| 2016 | Падшие берёзы                         |                                                                                |
| 2017 | Blackchörny                           |                                                                                |
| 2018 | Black Hop                             |                                                                                |
| 2021 | Black Hop. Epos                       |                                                                                |
| 2024 | Семки Зла                             |                                                                                |

### Синглы
| Год  | Название                      | Комментарий           |
| ---- | ----------------------------- | --------------------- |
| 2013 | IDa Gogenator! 3              |                       |
| 2016 | Трус-богатырь                 |                       |
| 2020 | Black Hop. Quarantine         |                       |
| 2020 | Valhallala                    | feat. Лусинэ Геворкян |
| 2023 | Оцепеневшим в северной бездне |                       |
| 2024 | Станет золой                  | feat. Анна Вершкова   |

### Сборники и концертные записи
| Год  | Название                                             | Комментарий |
| ---- | ---------------------------------------------------- | ----------- |
| 2005 | От позора к смерти (Live in Red Club, St.Petersburg) |             |
| 2014 | Psychic Attack Compilation                           |             |
| 2015 | Absurd Rock Compilation                              |             |

## Общественная позиция
В 2020 году лидер группы Егор Филиппов подписался под открытым заявлением российских музыкантов о недопустимости пыток и правильном расследовании т. н. «Дела „Сети“».